# Radio Nowhere
Radio Nowhere è un singolo di Bruce Springsteen, il primo dell'album Magic, che sancisce il ritorno del Boss con la E-Street Band e il ritorno alle radici rock.
In questa canzone Bruce Springsteen sembra denunciare le persone, chiuse e troppo affini a pensare a sé stesse, e usa un tono duro, intenso, profondo, usando l'immagine della musica per indicare la vitalità umana che sembra perduta, come si vede nei versi I wanna a thousand guitars, I wanna pounding drums, I wanna a million of different voices speaking in tongues ("Voglio mille chitarre, voglio batterie rullanti, voglio un milione di voci diverse che parlano in lingue"). Inoltre nel brano vi è un riferimento alla canzone Downbound Train dello stesso Springsteen. Nel videoclip del singolo si intervallano immagini di Springsteen che suona con la E Street Band con riprese delle strade di una città sui muri della quale si vede la copertina dell'album Magic.
Radio Nowhere ha vinto nel 2008 il Grammy Award come Miglior canzone rock e come "Best Solo Rock Vocal Performance".